# Bello Promontorio

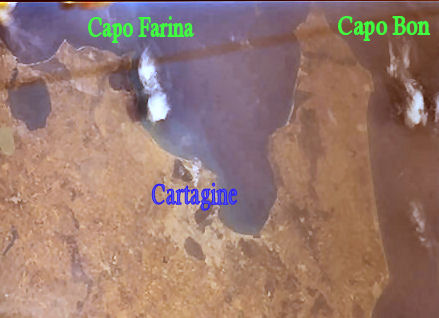
El golfo de Cartago y los dos cabos: Harina y Bon - Foto de satélite NASA.

El Bello Promontorio es un emplazamiento geográfico, citado en el primer tratado entre Roma y Cartago, de localización desconocida. 
El promontorio Bello delimitaba el golfo de Cartago, así pues se trataba del límite marítimo más sensible para la ciudad púnica. Pero un probable error de Polibio impide deterimnar con exactitud si se trata del cabo Bon, al este de Cartago, o bien del cabo Harina, límite noroccidental del golfo de Cartago. El historiador griego sólo comenta que a los romanos les estaba prohibido cruzar «más allá del Bello Promontorio».
Polibio, el historiador rehén de Roma adoptado por los escipiones, era un ex hiparco, comandante militar, y como tal prestaba especial atención a los detalles estratégicos. 
En su primer libro, Polibio relata que en 256 a. C., en plena primera guerra púnica, acababa de finalizar la batalla del Cabo Ecnomo - una batalla naval en el transcurso de la cual una flota cartaginesa, liderada por Amílcar y Hannón fue descubierta mientras intentaba detener una invasión romana de África, al mando del cónsul Marco Atilio Régulo - :

A continuación, los romanos se reavituallaron y repararon las naves capturadas [...] y desembarcaron con las naves que navegaban en cabeza al otro lado del promontorio denominado Hermes el cual, situado a la entrada del golfo de Cartago, se prolonga mar adentro enfrentado a Sicilia (...) y procedieron a navegar a lo largo de la costa hasta que llegaron a una ciudad llamada Aspis.
Polibio, Historias

La descripción del cabo Hermes (en griego ἠ ᾶκρα ἠ Ἐρμαἰα, Promunturium Mercuri para los romanos) sería adecuada para el actual cabo Bon. Los navíos romanos se detuvieron bajo el cabo Hermes, y después continuaron hacia Aspis. O bien prosiguieron hacia el sudeste. cabo Bon señala en efecto, el límite meridional de una navegación costera para navíos que provinieran del norte y se dirigieran hacia Egipto. En párrafos posteriores (Cap.36, par. 11 e 12), sin embargo, la narración de las vicisitudes de aquella flota confirman que regresaba a Roma.
Sabemos también que los romanos conocían como Promunturium Apollineum o Promunturium Pulchri al actual cabo Harina. Promunturium Pulchri se traduce sin mucha dificultad como Promontorio del Bello. También para los griegos el promontorio era, como  «bello» - Polibio utiliza el término Καλὸν, hermoso en griego -.
Sin embargo, en el libro III de sus Historias, a continuación de detallar el texto del primer tratado, Polibio especifica:

El Bello Promontorio, así pues, es aquél que se encuentra frente a la misma Cartago, apuntando al Septentrión, más allá del cual los cartagineses prohíben categóricamente a los romanos navegar con largas naves. A mi entender, no querían que éstos llegaran a las campiñas de Cartago, ni a Sirtis Minor, a la que llaman Emporia debido a su fertilidad.
Polibio, Historias, III, 23

Sin adentrarse en la definición de «largas naves», cuya definición no queda clara en el contexto - si mercantiles o militares - se puede observar cómo Polibio genera cierta confusión sobre la denominación geográfica: la cita anterior parece identificar el Bello Promontorio con el cabo Bon. Si éste era el límite meridional, de hecho, navegar a partir del mismo hacia Libia y Egipto siguiendo la costa, como era normal en aquellos tiempos, se tornaba completamente imposible.

## Hipótesis
- Primera hipótesis: El Bello Promontorio se corresponde con el actual cabo Bon. Al navegar desde Sicilia hacia Cartago, los romanos «y sus aliados» tendrían en él el límite occidental y meridional que les impedía recorrer toda la costa que iba hacia Libia. De ahí se deriva que toda la costa del norte de África quedaba excluida del comercio romano.
- Segunda hipótesis: El Bello Promontorio era efectivamente el Promunturium Pulchri romano, es decir, el actual cabo Harina. En este caso la explicación de estos límites dentro de la cita resulta más asumible. Con estas limitaciones, los romanos podían acceder a Cartago - con las restricciones indicadas - pero, al prohibírseles navegar «más allá del» cabo Harina, es decir a occidente, Cartago protegía todo el Mediterráneo occidental, Numidia - donde aún no había consolidado su influencia - y las colonias ibéricas, área de expansión natural de los cartagineses, según se vería en el segundo tratado, en el cual se citan específicamente las ciudades de Útica y Mastia.

Bajo estas condiciones existirá la amistad entre los romanos y sus aliados y el pueblo de los cartagineses, de los tirios, de los uticenses y de sus aliados. Los romanos no saquearán botín alguno, ni comerciarán, ni fundarán ciudad más allá del Bello Promontorio, de Mastia o de Tarsis.
Polibio, Historias, III, 24.

El historiólogo F.W. Walbank atribuye algunos errores del historiador griego a la dificultad de traducir literalmente textos antiguos. Por ejemplo, los tirios: la ciudad de Tiro se encontraba al extremo oriente del Mediterráneo, y por tanto no tenía necesidad de ser defendida por su excolonia cartaginesa, contra una Roma aún continental. Tampoco Mastia, una ciudad ibérica sobre la que posteriormente Asdrúbal el Bello construiría Qart Hadasht, y que por tanto no podía estar situada «más allá del» cabo Bon.